# Orchithemis xanthosoma
Orchithemis xanthosoma is een libellensoort uit de familie van de korenbouten (Libellulidae), onderorde echte libellen (Anisoptera).
De wetenschappelijke naam Orchithemis xanthosoma is voor het eerst geldig gepubliceerd in 1911 door Laidlaw.